# Kaoru Mitoma
Kaoru Mitoma - em japonês, 三笘 薫 - Mitoma Kaoru (Oita, 20 de maio de 1997) é um futebolista japonês que atua como ponta-esquerda. Atualmente joga pelo Brighton & Hove Albion e pela Seleção Japonesa.

## Carreira

### Início
Após jogar nas categorias de base de Saginuma SC e Kawasaki Frontale, Mitoma esteve próximo de ser promovido ao time principal dos Golfinhos, mas optou em estudar na Universidade de Tsukuba, alegando que não estava pronto o suficiente para jogar em nível profissional. Apesar da saída, Kaoru permaneceu tendo vínculo com a equipe na função de estagiário.
Foi pelo time da Universidade que ele disputou seus primeiros jogos na carreira, todos pela Copa do Imperador (uma partida na edição de 2017 e 4 em 2017, com 2 gols marcados).
Enquanto fazia sua faculdade de Educação Física, Mitoma estudava formas de aplicar em sua Tese com o aprendizado no futebol. Desse modo, filmou suas partidas e analisou seus lances e dribles e teorizou que o sucesso do drible era mudar o centro de gravidade do adversário. O estudo foi publicado e aprovado pelas entidades competentes e passou a ser frequentemente consultada.
| “                        | Tenho consciência em mudar o centro de gravidade do oponente. Se eu conseguir mover o corpo do oponente, eu ganho. Minhas habilidades eram bastante altas quando eu era mais jovem, mas eu não era do tipo que aproveitava minha velocidade para passar à frente dos outros como sou agora. Acho que consegui usá-lo bem. O poder do meu drible característico dobrou. | ” |
| — Mitoma sobre sua tese. | |   |

Em julho de 2018, assinou um contrato profissional com o Kawasaki Frontale, mas não foi utilizado em nenhuma partida. Sua estreia pelo clube foi na Copa da Liga Japonesa do ano seguinte, enquanto o primeiro jogo pela J-League seria apenas na edição de 2020. Com a retomada do campeonato após a pandemia de COVID-19, Mitoma se estabeleceu no time titular do Frontale, atuando em 37 partidas e fazendo 18 gols, tornando-se o primeiro estreante a atingir 2 dígitos na J-League desde Yoshinori Muto. No total, foram 62 jogos disputados e 30 gols, além de três títulos: Campeonato Japonês de 2020, Copa do Imperador de 2020 e a Supercopa do Japão de 2021.

### Brighton & Hove Albion
Permaneceu no Frontale até agosto de 2021, quando assinou com o Brighton & Hove Albion por quatro anos e pelo valor de 3 milhões de euros.

### Union Saint-Gilloise (empréstimo)
Os Seagulls tão logo o emprestaram para o Union Saint-Gilloise (Bélgica), onde marcou seu primeiro gol, e hat-trick, em outubro do mesmo ano, na vitória por 4–2 sobre o Seraing.
Eventualmente o japonês viria a concluir sua passagem de destaque na Bélgica. Com oito gol em 29 partidas, Mitoma ficou sem título algum, apesar de ter brigado pelo troféu nacional, mas trouxe confiança ao time inglês que passaria a utilizá-lo na Liga.

### Brighton (retorno)
Mitoma retornou ao Bighton para disputa da Premier League de 2022–23. Por lá, assumiu uma posição de destaque nos últimos meses de 2022 e foi convocado à Seleção Japonesa para Copa do Mundo de 2022.

## Seleção Japonesa
Mitoma representou a Seleção Japonesa nas Olimpíadas de 2020, disputando três partidas na campanha que terminou com a equipe na quarta posição, tendo feito um gol na decisão da medalha de bronze contra o México. Ele ainda ganhou a medalha de prata nos Jogos Asiáticos de 2018.
A estreia do atacante pelo time principal dos Samurais Azuis foi na vitória por 1 a 0 sobre Omã, em novembro de 2021. Em 2022, Mitoma esteve entre os convocados à Copa do Mundo FIFA de 2022. Apesar de não ser titular em nenhum jogo, entrou em todas as quatro partidas da equipe na Fase de Grupos e viu sua equipe ser eliminada diante a Seleção Neerlandesa de Futebol nas quartas de final. Sua única participação em gols ocorreu na terceira rodada, onde deu um passe para Ao Tanaka virar o jogo para 2–1 diante a Espanha de Luis Enrique.

## Títulos

#### Kawasaki Frontale
- J-League: 2020
- Copa do Imperador: 2020
- Supercopa do Japão: 2021

#### Seleção Japonesa Sub-23
- Jogos Olímpicos de Verão de 2020: Medalha de Bronze

### Individuais
- Time do ano da J-League: 2020[2]

## Vida pessoal
Mitoma é amigo de infância de seu companheiro de Seleção Japonesa e ex-companheiro de equipe do Kawasaki Frontale, Ao Tanaka, que atualmente joga pelo Leeds United pela Championship, equivalente à segunda divisão nacional do futebol inglês. Ambos frequentaram a Saginuma Elementary School em Kawasaki, Kanagawa, e prometeram deixar o Japão orgulhoso como jogadores de futebol.

O irmão mais velho do jogador, Kousei Yuki, é ator.